# Olympique Lyonnais 2018-2019 (femminile)
Questa voce raccoglie le informazioni riguardanti la squadra femminile dell'Olympique Lione nelle competizioni ufficiali della stagione 2018-2019.

## Stagione
La stagione 2018-2019 della squadra femminile dell'Olympique Lione è partita col ritiro dalla carriera agonistica di Corine Petit, Élodie Thomis e Camille Abily, perni della squadra nelle precedenti dieci stagioni. Per coprire le assenze sono state messe sotto contratto calciatrici internazionali, quali Isobel Christiansen, Jessica Fishlock e Carolin Simon, e alcune giovani calciatrici provenienti dal vivaio.
In campionato l'Olympique Lione ha vinto il suo diciassettesimo titolo, il tredicesimo consecutivo. Il campionato è stato concluso con 62 punti, frutto di 20 vittorie, 2 pareggi e nessuna sconfitta. La squadra ha vinto anche la Coppa di Francia per la decima volta nella sua storia, superando in finale il Lilla.
Il 18 maggio 2019 l'Olympique Lione ha vinto la UEFA Women's Champions League per la sesta volta nella sua storia, quarta consecutiva, battendo in finale il Barcellona con un netto 4-1, avendo segnato tutte e quattro le reti nella prima mezz'ora di gioco grazie anche alla tripletta di Ada Hegerberg. Il cammino in coppa è stato contrassegnato da 8 vittorie e un solo pareggio in casa del Chelsea nella gara di ritorno valida per le semifinali. Nei quarti di finale le lionesi hanno superato le rivali tedesche del Wolfsburg, con le quali avevano disputato due delle tre precedenti finali di Champions League.

## Maglie
Le tenute di gioco sono le stesse dell'Olympique Lione maschile.
| Casa | Trasferta | Terza divisa |

## Organigramma societario
Area tecnica
- Allenatore: Reynald Pedros
- Vice allenatore: Charles Devineau
- Preparatore dei portieri: Christophe Gardié
- Preparatore atletico: Guillaume Tora
- Medico sociale: Jean-François Luciani
- Fisioterapista: Yannick Millet, Thibault Aubin
- Coordinatore: Julie Fryc

## Rosa
| N. |                        | Ruolo | Calciatrice              |
| -- | ---------------------- | ----- | ------------------------ |
| 1  | Germania (bandiera)    | P     | Lisa Weiß                |
| 3  | Francia (bandiera)     | D     | Wendie Renard (capitano) |
| 4  | Francia (bandiera)     | D     | Selma Bacha              |
| 5  | Giappone (bandiera)    | C     | Saki Kumagai             |
| 6  | Francia (bandiera)     | C     | Amandine Henry           |
| 7  | Francia (bandiera)     | C     | Amel Majri               |
| 8  | Inghilterra (bandiera) | C     | Isobel Christiansen      |
| 9  | Francia (bandiera)     | A     | Eugénie Le Sommer        |
| 10 | Germania (bandiera)    | C     | Dzsenifer Marozsán       |
| 11 | Paesi Bassi (bandiera) | A     | Shanice van de Sanden    |
| 14 | Norvegia (bandiera)    | A     | Ada Hegerberg            |
| 16 | Francia (bandiera)     | P     | Sarah Bouhaddi           |
| 18 | Francia (bandiera)     | C     | Eva Kouache              |

| N. |                        | Ruolo | Calciatrice         |
| -- | ---------------------- | ----- | ------------------- |
| 19 | Francia (bandiera)     | A     | Lorena Azzaro       |
| 20 | Francia (bandiera)     | A     | Delphine Cascarino  |
| 21 | Canada (bandiera)      | D     | Kadeisha Buchanan   |
| 22 | Inghilterra (bandiera) | D     | Lucy Bronze         |
| 24 | Galles (bandiera)      | C     | Jessica Fishlock    |
| 25 | Argentina (bandiera)   | A     | Sole Jaimes         |
| 26 | Germania (bandiera)    | D     | Carolin Simon       |
| 27 | Francia (bandiera)     | A     | Emelyne Laurent     |
| 28 | Francia (bandiera)     | A     | Melvine Malard      |
| 29 | Francia (bandiera)     | D     | Griedge Mbock Bathy |
| 30 | Francia (bandiera)     | P     | Audrey Dupupet      |
|    | Francia (bandiera)     | A     | Danielle Roux       |

## Calciomercato

### Sessione estiva
| Acquisti | Acquisti            | Acquisti        | Acquisti    |
| R.       | Nome                | da              | Modalità    |
| -------- | ------------------- | --------------- | ----------- |
| P        | Lisa Weiß           | SGS Essen       | definitivo  |
| D        | Carolin Simon       | Friburgo        | definitivo  |
| C        | Isobel Christiansen | Manchester City | definitivo  |
| C        | Jessica Fishlock    | Seattle Reign   | in prestito |

| Cessioni | Cessioni               | Cessioni      | Cessioni      |
| R.       | Nome                   | a             | Modalità      |
| -------- | ---------------------- | ------------- | ------------- |
| P        | Romane Bruneau         | Bordeaux      | definitivo    |
| P        | Pauline Peyraud-Magnin | Arsenal       | definitivo    |
| D        | Jessica Houara         |               | fine carriera |
| D        | Corine Petit           |               | fine carriera |
| C        | Camille Abily          |               | fine carriera |
| C        | Morgan Brian           | Chicago Stars | definitivo    |
| C        | Kenza Dali             | Digione       | definitivo    |
| C        | Kheira Hamraoui        | Barcellona    | definitivo    |
| C        | Claire Lavogez         | Bordeaux      | definitivo    |
| A        | Mylaine Tarrieu        | Bordeaux      | definitivo    |
| A        | Élodie Thomis          |               | fine carriera |

### Sessione invernale
| Acquisti | Acquisti    | Acquisti | Acquisti   |
| R.       | Nome        | da       | Modalità   |
| -------- | ----------- | -------- | ---------- |
| A        | Sole Jaimes | Dalian   | definitivo |

| Cessioni | Cessioni        | Cessioni | Cessioni    |
| R.       | Nome            | a        | Modalità    |
| -------- | --------------- | -------- | ----------- |
| A        | Emelyne Laurent | Guingamp | in prestito |

## Risultati

### Division 1

#### Girone di andata
| Arbitro: | Coppola |

|  |           |                                                                                                |
|  | Marcatori | 5’, 46’ Ad. Hegerberg 12’, 90+1’ Majri 33’ Van de Sanden 64’ Christiansen 72’ Henry 87’ Bronze |

| Arbitro: | Beyer |

|                                                 |           |  |
| Ad. Hegerberg 5’ Majri 33’, 57’ Mbock Bathy 85’ | Marcatori |  |

| Arbitro: | Vanderstichel |

|  |           |                         |
|  | Marcatori | 67’, 71’, 86’ Le Sommer |

| Arbitro: | Guillemin |

|                                                  |           |  |
| Ad. Hegerberg 11’, 36’, 58’ Renard 20’ Henry 34’ | Marcatori |  |

| Arbitro: | Burban |

|  |           |                              |
|  | Marcatori | 39’ Kumagai 51’ D. Cascarino |

| Arbitro: | Beyer |

|                            |           |            |
| Le Sommer 44’ Fishlock 52’ | Marcatori | 72’ Gauvin |

| Arbitro: | Coppola |

|                                 |           |  |
| Majri 8’, 30’ Ad. Hegerberg 80’ | Marcatori |  |

| Arbitro: | Soriano |

|  |           |                                                             |
|  | Marcatori | 7’, 55’ Ad. Hegerberg 9’ Laurent 62’ D. Cascarino 80’ Majri |

| Arbitro: | Efe |

|                                                      |           |  |
| Henry 26’, 77’ Marozsán 38’ Renard 75’, 90+2’ (rig.) | Marcatori |  |

| Arbitro: | Maïka Vanderstichel |

|          |           |            |
| Wang 15’ | Marcatori | 19’ Renard |

| Arbitro: | Burban |

|                                                              |           |           |
| Le Sommer 5’ Marozsán 42’ Ad. Hegerberg 66’ Christiansen 84’ | Marcatori | 32’ Léger |

#### Girone di ritorno
| Arbitro: | Maubacq |

|                                                                                              |           |  |
| Robert 39’ (aut.) Ad. Hegerberg 43’, 48’ Van de Sanden 52’ Marozsán 62’, 74’ Le Sommer 90+1’ | Marcatori |  |

| Arbitro: | Efe |

|  |           |                                                                                      |
|  | Marcatori | 10’ Van de Sanden 21’ Majri 30’ (rig.) Marozsán 65’, 78’ Ad. Hegerberg 68’ Le Sommer |

| Arbitro: | Di Benedetto |

|  |           |                                                                                   |
|  | Marcatori | 38’ Le Sommer 39’ (aut.) Torrent 55’ (rig.) Renard 62’ Ad. Hegerberg 86’ Marozsán |

| Arbitro: | Vanderstichel |

|                                            |           |  |
| Le Sommer 16’, 32’ Renard 22’ Marozsán 33’ | Marcatori |  |

| Arbitro: | Efe |

|                   |           |                                                             |
| Thiney 44’ (rig.) | Marcatori | 2’ D. Cascarino 33’ Ad. Hegerberg 62’ (aut.) Abam 88’ Majri |

| Arbitro: | Vanderstichel |

|              |           |  |
| Marozsán 12’ | Marcatori |  |

| Arbitro: | Di Benedetto |

|            |           |                                                                                       |
| Asseyi 30’ | Marcatori | 14’, 73’ Van de Sanden 21’ Marozsán 27’, 84’ Ad. Hegerberg 48’ Le Sommer 63’ Buchanan |

| Arbitro: | Efe |

|            |           |            |
| Corboz 73’ | Marcatori | 39’ Jaimes |

| Arbitro: | Beyer |

|                                                                                   |           |  |
| Ad. Hegerberg 8’ Le Sommer 40’ Renard 45’ (rig.) Marozsán 60’ Van de Sanden 90+2’ | Marcatori |  |

| Arbitro: | Maubacq |

|  |           |                                                           |
|  | Marcatori | 48’ Majri 62’ Le Sommer 65’ Mbock Bathy 86’ Van de Sanden |

| Arbitro: | Collin |

|                                          |           |  |
| Renard 23’ Kumagai 45’ Ad. Hegerberg 81’ | Marcatori |  |

### Coppa di Francia
| Arbitro: | Camille Soriano |

|  |           |                                                                           |
|  | Marcatori | 35’ Christiansen 56’, 83’ Le Sommer 67’ Renard 75’ Henry 89’ (rig.) Majri |

| Arbitro: | Elodie Coppola |

|  |           |                                                               |
|  | Marcatori | 17’ Cascarino 20’ Mbock Bathy 36’ Hegerberg 55’ (80) Marozsán |

| Arbitro: | Florence Guillemin |

|              |           |  |
| Fishlock 60’ | Marcatori |  |

| Arbitro: | Solenne Bartnik |

|  |           |                 |
|  | Marcatori | 90+4’ Hegerberg |

| Arbitro: | Maika Vanderstichel |

|                                               |           |          |
| Henry 52’ van de Sanden 53’ Renard 83’ (rig.) | Marcatori | 68’ Sarr |

### UEFA Women's Champions League
| Arbitro: | Marta Frias Acedo |

|  |           |                     |
|  | Marcatori | 50’ Henry 77’ Majri |

| Arbitro: | Petra Pavlikova |

|                                                |           |  |
| Majri 4’ Le Sommer 22’, 31’ Hegerberg 55’, 81’ | Marcatori |  |

| Arbitro: | Pernilla Larsson |

|  |           |                                                    |
|  | Marcatori | 12’ Majri 27’ Bacha 57’ Hegerberg 89’ Christiansen |

| Arbitro: | Katalin Kulcsár |

|                                                                                            |           |  |
| Cascarino 4’, 8’ Renard 17’ Mbock Bathy 22’, 62’, 89’ Hegerberg 57’ Majri 69’ Bronze 90+3’ | Marcatori |  |

| Arbitro: | Kateryna Monzul' |

|                          |           |             |
| Le Sommer 11’ Renard 18’ | Marcatori | 64’ Fischer |

| Arbitro: | Lina Lehtovaara |

|                 |           |                                                  |
| Harder 53’, 56’ | Marcatori | 8’ Marozsán 25’ (rig.) Renard 60’, 80’ Le Sommer |

| Arbitro: | Katalin Kulcsár |

|                         |           |              |
| Cascarino 27’ Henry 39’ | Marcatori | 72’ Cuthbert |

| Arbitro: | Sara Persson |

|               |           |               |
| Ji So-yun 34’ | Marcatori | 17’ Le Sommer |

| Arbitro: | Anastasija Pustovojtova |

|                                     |           |             |
| Marozsán 5’ Hegerberg 14’, 19’, 30’ | Marcatori | 89’ Oshoala |

## Statistiche

### Statistiche di squadra
| Competizione     | Punti | In casa | In casa | In casa | In casa | In casa | In casa | In trasferta | In trasferta | In trasferta | In trasferta | In trasferta | In trasferta | Totale | Totale | Totale | Totale | Totale | Totale | DR   |
| Competizione     | Punti | G       | V       | N       | P       | Gf      | Gs      | G            | V            | N            | P            | Gf           | Gs           | G      | V      | N      | P      | Gf     | Gs     | DR   |
| ---------------- | ----- | ------- | ------- | ------- | ------- | ------- | ------- | ------------ | ------------ | ------------ | ------------ | ------------ | ------------ | ------ | ------ | ------ | ------ | ------ | ------ | ---- |
| Division 1       | 62    | 11      | 11      | 0       | 0       | 43      | 2       | 11           | 9            | 2            | 0            | 46           | 4            | 22     | 20     | 2      | 0      | 89     | 6      | +83  |
| Coppa di Francia | -     | 1       | 1       | 0       | 0       | 1       | 0       | 3            | 3            | 0            | 0            | 12           | 0            | 5      | 5      | 0      | 0      | 16     | 1      | +15  |
| Champions League | -     | 4       | 4       | 0       | 0       | 18      | 2       | 4            | 3            | 1            | 0            | 11           | 3            | 9      | 8      | 1      | 0      | 33     | 6      | +27  |
| Totale           | -     | 16      | 16      | 0       | 0       | 62      | 2       | 18           | 15           | 3            | 0            | 69           | 7            | 36     | 33     | 3      | 0      | 138    | 13     | +125 |

### Andamento in campionato
| Giornata  | 1 | 2 | 3 | 4 | 5 | 6 | 7 | 8 | 9 | 10 | 11 | 12 | 13 | 14 | 15 | 16 | 17 | 18 | 19 | 20 | 21 | 22 |
| --------- | - | - | - | - | - | - | - | - | - | -- | -- | -- | -- | -- | -- | -- | -- | -- | -- | -- | -- | -- |
| Luogo     | T | C | T | C | T | C | C | T | C | T  | C  | C  | T  | T  | C  | T  | C  | T  | T  | C  | T  | C  |
| Risultato | V | V | V | V | V | V | V | V | V | N  | V  | V  | V  | V  | V  | V  | V  | V  | N  | V  | V  | V  |
| Posizione | 1 | 1 | 1 | 1 | 1 | 1 | 1 | 1 | 1 | 1  | 1  | 1  | 1  | 1  | 1  | 1  | 1  | 1  | 1  | 1  | 1  | 1  |

Legenda:

Luogo: C = Casa; T = Trasferta. Risultato: V = Vittoria; N = Pareggio; P = Sconfitta.

### Statistiche delle giocatrici
| Giocatore        | Division 1 | Division 1 | Division 1  | Division 1 | Coppa di Francia | Coppa di Francia | Coppa di Francia | Coppa di Francia | Champions League | Champions League | Champions League | Champions League | Totale   | Totale | Totale      | Totale     |
| Giocatore        | Presenze   | Reti       | Ammonizioni | Espulsioni | Presenze         | Reti             | Ammonizioni      | Espulsioni       | Presenze         | Reti             | Ammonizioni      | Espulsioni       | Presenze | Reti   | Ammonizioni | Espulsioni |
| ---------------- | ---------- | ---------- | ----------- | ---------- | ---------------- | ---------------- | ---------------- | ---------------- | ---------------- | ---------------- | ---------------- | ---------------- | -------- | ------ | ----------- | ---------- |
| L. Azzaro        | 1          | 0          | 0           | 0          | 0                | 0                | 0                | 0                | 0                | 0                | 0                | 0                | 1        | 0      | 0           | 0          |
| S. Bacha         | 15         | 0          | 2           | 0          | 2                | 0                | 1                | 0                | 7                | 1                | 0                | 0                | 24       | 1      | 3           | 0          |
| S. Bouhaddi      | 18         | -5         | 0           | 0          | 1                | 0                | 1                | 0                | 7                | -6               | 1                | 0                | 26       | -11    | 2           | 0          |
| L. Bronze        | 16         | 1          | 0           | 0          | 4                | 0                | 0                | 0                | 9                | 1                | 1                | 0                | 29       | 2      | 1           | 0          |
| K. Buchanan      | 11         | 1          | 2           | 0          | 3                | 0                | 0                | 0                | 0                | 0                | 0                | 0                | 14       | 1      | 2           | 0          |
| D. Cascarino     | 18         | 3          | 0           | 0          | 3                | 1                | 0                | 0                | 8                | 2                | 1                | 0                | 29       | 6      | 1           | 0          |
| I. Christiansen  | 14         | 2          | 1           | 0          | 1                | 1                | 0                | 0                | 3                | 1                | 0                | 0                | 18       | 4      | 1           | 0          |
| A. Dupupet       | -          | -          | -           | -          | -                | -                | -                | -                | -                | -                | -                | -                | -        | -      | -           | -          |
| J. Fishlock      | 14         | 1          | 0           | 0          | 5                | 1                | 0                | 0                | 7                | 0                | 1                | 0                | 26       | 2      | 1           | 0          |
| A. Hegerberg     | 20         | 20         | 0           | 0          | 4                | 2                | 0                | 0                | 9                | 7                | 2                | 0                | 33       | 29     | 2           | 0          |
| A. Henry         | 18         | 4          | 0           | 0          | 5                | 2                | 1                | 0                | 8                | 2                | 1                | 0                | 31       | 8      | 2           | 0          |
| S. Jaimes        | 5          | 1          | 0           | 0          | 2                | 0                | 0                | 0                | 0                | 0                | 0                | 0                | 7        | 1      | 0           | 0          |
| E. Kouache       | 4          | 0          | 0           | 0          | 1                | 0                | 0                | 0                | 0                | 0                | 0                | 0                | 5        | 0      | 0           | 0          |
| S. Kumagai       | 20         | 2          | 2           | 0          | 5                | 0                | 0                | 0                | 9                | 0                | 1                | 0                | 34       | 2      | 3           | 0          |
| E. Laurent       | 10         | 1          | 0           | 0          | 0                | 0                | 0                | 0                | 4                | 0                | 0                | 0                | 14       | 1      | 0           | 0          |
| E. Le Sommer     | 18         | 13         | 0           | 0          | 5                | 2                | 1                | 0                | 8                | 6                | 1                | 0                | 31       | 21     | 2           | 0          |
| A. Majri         | 18         | 10         | 1           | 0          | 4                | 1                | 0                | 0                | 9                | 4                | 0                | 0                | 31       | 15     | 1           | 0          |
| M. Malard        | 2          | 0          | 0           | 0          | 1                | 0                | 0                | 0                | 1                | 0                | 0                | 0                | 4        | 0      | 0           | 0          |
| D. Marozsán      | 15         | 10         | 0           | 0          | 5                | 2                | 0                | 0                | 7                | 2                | 1                | 0                | 27       | 14     | 1           | 0          |
| G. Mbock Bathy   | 16         | 2          | 1           | 0          | 3                | 1                | 0                | 0                | 9                | 2                | 0                | 0                | 28       | 5      | 1           | 0          |
| W. Renard        | 17         | 8          | 0           | 0          | 4                | 2                | 1                | 0                | 9                | 4                | 3                | 0                | 30       | 14     | 4           | 0          |
| D. Roux          | 0          | 0          | 0           | 0          | 0                | 0                | 0                | 0                | 0                | 0                | 0                | 0                | 0        | 0      | 0           | 0          |
| C. Simon         | 13         | 0          | 0           | 0          | 0                | 0                | 0                | 0                | 1                | 0                | 0                | 0                | 14       | 0      | 0           | 0          |
| S. van de Sanden | 19         | 7          | 2           | 0          | 5                | 1                | 0                | 0                | 7                | 0                | 1                | 0                | 31       | 8      | 3           | 0          |
| L. Weiß          | 4          | -1         | 0           | 0          | 4                | -1               | 0                | 0                | 2                | 0                | 0                | 0                | 10       | -2     | 0           | 0          |